# 大阪府道149号木屋門真線
大阪府道149号木屋門真線（おおさかふどう149ごう こやかどません）は、大阪府寝屋川市から門真市に至る一般府道である。

## 概要
寝屋川市木屋元町から門真市上島町に至る。

### 路線データ
- 起点：大阪府寝屋川市木屋元町（木屋西交差点、国道1号交点、大阪府道148号木屋交野線起点）
- 終点：大阪府門真市上島町（大阪府道158号守口門真線交点）

## 路線状況

### 重複区間
- 国道1号（寝屋川市池田北町・絶間橋北交差点 - 寝屋川市池田北町・絶間橋南交差点）

## 地理

### 通過する自治体
- 大阪府
  - 寝屋川市 - 門真市

### 交差する道路
| 交差する道路                                                      | 市町村名 | 交差する場所 | 交差する場所        |
| ----------------------------------------------------------------- | -------- | ------------ | ------------------- |
| 国道1号 大阪府道148号木屋交野線                                   | 寝屋川市 | 木屋元町     | 木屋西交差点 / 起点 |
| 国道1号 重複区間起点                                              | 寝屋川市 | 池田北町     | 絶間橋北交差点      |
| 国道1号 重複区間終点                                              | 寝屋川市 | 池田北町     | 絶間橋南交差点      |
| 大阪府道19号茨木寝屋川線                                          | 寝屋川市 | 池田中町     |                     |
| 京都府道・大阪府道13号京都守口線                                  | 寝屋川市 | 池田3丁目    | 菅原神社前交差点    |
| 大阪府道18号枚方交野寝屋川線 / 旧道                               | 寝屋川市 | 高柳1丁目    | 高柳交差点          |
| 大阪府道15号八尾茨木線 / 新道 大阪府道18号枚方交野寝屋川線 / 新道 | 寝屋川市 | 高柳2丁目    | 高柳2交差点         |
| 大阪府道158号守口門真線                                           | 門真市   | 上島町       | 終点                |

### 交差する鉄道
- 京阪本線

### 沿線
寝屋川市
- 大阪府水生生物センター
- 淀川
- 大阪府建設局太間排水機場
- 摂南大学寝屋川キャンパス
- 日本ペイント中央研究所
- 寝屋川市立総合センター
- 京阪バス寝屋川支所
- コノミヤ寝屋川店
- 寝屋川市立第二中学校
- 寝屋川市立西小学校
- 寝屋川市立第九中学校
- 寝屋川市立第五中学校

門真市
- 京阪本線 萱島駅